# Église de l'Assomption de Niévroz
Pour les articles homonymes, voir Église de l'Assomption.
L'église de l'Assomption de Niévroz est une église du XIXe siècle, construite entre 1883 et 1895 sur les bases d'un édifice précédent (dont certains éléments furent conservés). Elle est située à Niévroz dans le département de l'Ain.
Affectée au culte catholique, elle dépend du groupement paroissial de Montluel, au sein du diocèse de Belley-Ars dans l'archidiocèse de Lyon.

## Situation
Longeant la rue Benoît-Bressat (du nom d'un ancien maire de Niévroz), l'église est orientée selon un axe Est-Ouest (porche-clocher à l'Est). À l'Est de l'église se trouve l'ancienne cure, jouxtant elle-même, la mairie ; au Sud, sur une petite place, se trouve le monument aux morts de Niévroz. Au Sud-Ouest, se trouve une statue de Vierge à l'Enfant, érigée en 1946-1947, Notre-Dame-de-Niévroz.

## Description
Autour d'une nef (selon une orientation Est-Ouest) se trouvent deux chapelles : la chapelle de la Vierge et la chapelle de Saint Joseph, dont l'accès peut se faire directement depuis l'extérieur (l'accès rue Benoît-Bressat est aménagé avec un galonnière surmontée d'une statue de la Vierge ; elle constitue un élément conservé de l'église précédente).
Peu d'éléments, pourtant inventoriés en 1906, ont été conservés. On peut tout de même citer une statue de Saint Joseph en bois, se trouvant dans la chapelle Saint Joseph et datée du 3 avril 1957. Dans la sacristie, se trouve un ostensoir, offert par Napoléon III en 1864 et œuvre de l'orfèvre Triouiller (alors orfèvre des chapelles impériales).
Sur le côté droit de la nef, on peut voir trois vitraux dont le premier rend hommage à Pierre Chanel et à Jean-Marie Vianney et le second à Claude Trigon (nièvrozand mort au cours du siège de Paris en 1870).

Dans la chapelle de la Vierge, un vitrail rend hommage avec cette citation, au curé de Niévroz Claude Filliatre (Claude Filliatre fut inhumé dans la nef en 1879) : 

« À la mémoire de Mr Claude Filliatre, curé de Niévroz, décédé le 24 août 1879 qui a laissé  10000 F pour la reconstruction de cette église. Deux paroissiens reconnaissants »

.

## Histoire

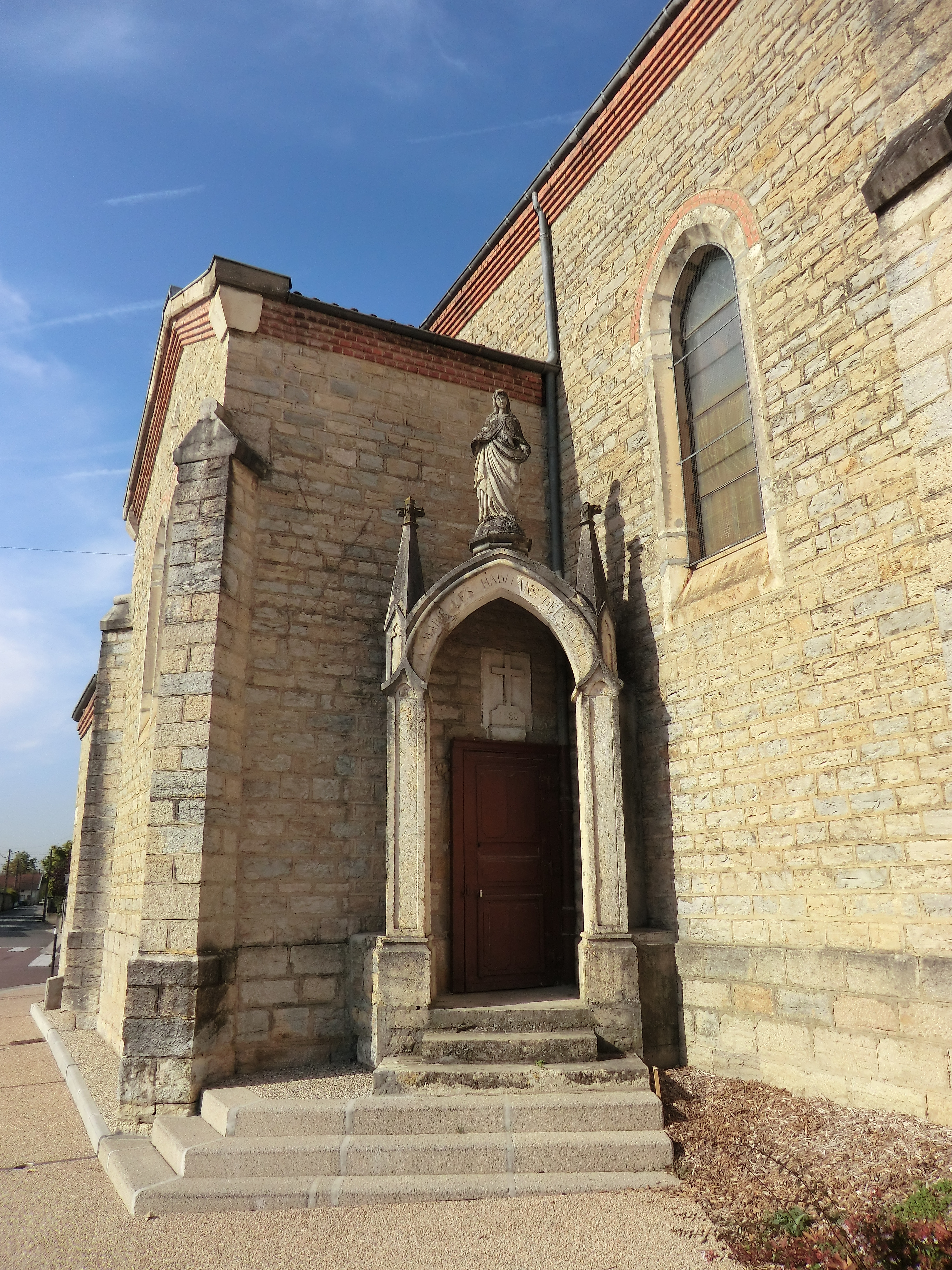
Galonnière de l’église de Niévroz, issue de l'église partiellement détruite en 1856 et conservée lors de la construction entre 1883 et 1895.

Construite sur les bases d'une ancienne église dont on connaît quelques détails quant à ses chapelles et ses autels. Endommagé en 1856 par un incendie, celle-ci fut  reconstruite entre 1883 et 1895 selon les plans de l'architecte Dominique Girard. Néanmoins, quelques éléments de la « première » église furent conservés, notamment la galonnière, au Sud. À noter que la construction du clocher ne fut complètement achevée qu'en 1902.